# Saccoglossum maculatum
Saccoglossum maculatum är en orkidéart som beskrevs av Rudolf Schlechter. Saccoglossum maculatum ingår i släktet Saccoglossum och familjen orkidéer. Inga underarter finns listade i Catalogue of Life.